# 波尔菲里奥·洛沃
波尔菲里奥·洛沃·索萨（西班牙語：Porfirio Lobo Sosa，1947年12月22日—），洪都拉斯政治家，前洪都拉斯總統。洛沃在洪都拉斯科隆省特鲁希略出生。1966年，洛沃进入美国邁阿密大學主修企业管理课程。1989年，洛沃以国民党代表的身份当选为洪都拉斯国民议会议员。2002年，洛沃当选为洪都拉斯国民议会议长。2005年，洛沃首次作为国民党的候选人参加总统选举，但败选。2009年11月29日，洛沃再次参加总统选举，获得胜利，当选为新一任洪都拉斯总统，2010年1月27日正式就職。